# Tawfik Zi'ad
Tawfik Zi'ad (hebrejsky: תאופיק זיאד, arabsky: توفيق زيّاد‎; 7. května 1929 Nazaret, Mandátní Palestina – 5. července 1994, Ma'ale Adumim, Západní břeh Jordánu) byl izraelský politik a poslanec Knesetu za strany Maki a Chadaš.

## Biografie
Narodil se 7. května 1929 v Nazaretu. Získal středoškolské vzdělání. Pracoval jako starosta Nazaretu, skládal poezii. Hovořil arabsky, anglicky a rusky. Patřil do komunity izraelských Arabů.

## Politická dráha
V izraelském parlamentu zasedl poprvé po volbách v roce 1973, do nichž šel za komunistickou kandidátní listinu Maki. Ta v průběhu volebního období vplynula do širšího uskupení Chadaš. Za něj pak Zi'ad kandidoval ve všech následujících volbách. Ve funkčním období 1973–1977 byl členem parlamentního výboru pro vzdělávání a kulturu a výboru pro veřejné služby. Mandát obhájil ve volbách v roce 1977. Nastoupil do výboru pro vzdělávání a kulturu. Opětovně nabytí mandátu mu přinesly volby v roce 1981. Po nich zasedl jako člen do výboru pro záležitosti vnitra a životního prostředí. Opětovně byl zvolen ve volbách v roce 1984, po nichž znovu nastoupil do výboru pro záležitosti vnitra a životního prostředí. Znovuzvolení se dočkal ve volbách v roce 1988 a zase zamířil do výboru pro záležitosti vnitra a životního prostředí. Na mandát poslance rezignoval během funkčního období v únoru 1990.
Naposledy byl zvolen ve volbách v roce 1992. Zasedl ve výboru pro záležitosti vnitra a životního prostředí a výboru pro drogové závislosti. Zemřel 5. července 1994 při dopravní nehodě, ke které došlo nedaleko města Ma'ale Adumim na Západním břehu Jordánu. Tawfik Zi'ad se právě vracel z Jericha, kam přijel přivítat Jásira Arafata.